# 시대일보 (1924년)

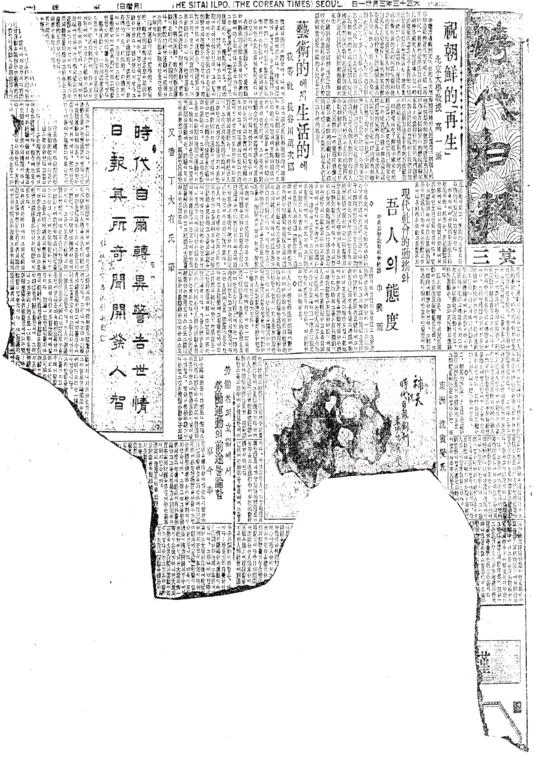
1924년 3월 31일자 《시대일보》 창간호.

시대일보(時代日報)는 일제강점기 1924년부터 1926년까지 경성부에서 발행된 일간신문을 말한다.
1924년 3월 31일 최남선이 주간하던 『동명(東明)』을 개제(改題) 발간한 일간 신문 중의 하나로 발행부수가 2만을 넘었다. 국한문 혼용 4면으로, 다른 신문과 달리 1면을 정치면이 아닌 사회면으로 꾸미고, 1면 머리에는 ‘오늘일 래일일’이라는 시평난을 두어 특색을 살렸다. 이와 같은 신선한 편집으로 독자들의 관심을 불러일으켜 1920년대 조선일보, 동아일보와 더불어 3대 민간지가 되었다.
1925년 대홍수 때 다른 신문들과 함께 수재민 구호운동을 전개했던 것을 비롯, 학술강연회·전국 농구선수권대회·전국 자전거대회·전조선축구전 등의 운동경기를 주최하기도 하였다. 발행되었던 신문의 일부가 현재 서울시특별시교육청 종로도서관에 있다.
1926년 8월 재정난으로 발행이 중단되었다. 같은 해 9월 18일 이상협이 시대일보의 판권을 인수하여 중외일보(中外日報)를 창간하였다.

## 같이 보기
- 일제강점기
- 최남선
- 안재홍
- 홍명희
- 조선일보
- 동아일보
- 중외일보
- 조선중앙일보